# Condado de DeKalb (Missouri)
|extra         = 
|estado_art    = o
|estado_cat    = Missouri
|nome_condado  = DeKalb
|link_externo  = 
}}
O Condado de DeKalb é um dos 114 condados do estado americano de Missouri. A sede do condado é Maysville, e sua maior cidade é Maysville. O condado possui uma área de 1 103 km² (dos quais 4 km² estão cobertos por água), uma população de 11 597 habitantes, e uma densidade populacional de 11 hab/km² (segundo o censo nacional de 2000). O condado foi fundado em 1845 e o seu nome é uma homenagem a Johann de Kalb (1721-1780), militar alemão que foi major-general no Exército Continental durante a Guerra da Independência dos Estados Unidos.